# Parti fédéraliste (États-Unis)
Pour les articles homonymes, voir Parti fédéraliste.
Le Parti fédéraliste est un parti politique des premières décennies des États-Unis d'Amérique. 
Créé lors du premier gouvernement Washington (1789-1793) pour soutenir la politique fiscale du secrétaire au Trésor Alexander Hamilton, ce parti est favorable à un État fédéral fort, à une constitution souple, et à une économie plus mercantile.
Ses premiers dirigeants sont John Adams et Alexander Hamilton. Son grand héros est George Washington. Celui de ses membres qui exerça la plus grande influence à long terme fut le président de la Cour suprême John Marshall. 
Il s'opposa au Parti républicain-démocrate de Thomas Jefferson et James Madison. 
De 1793 à 1815, ce qui couvre la majeure partie de l'existence de ce parti, la France et le Royaume-Uni (la Grande-Bretagne avant 1801) sont les protagonistes de graves conflits : la Révolution française et les guerres napoléoniennes. Ces conflits menacent sans cesse d'embraser l'Amérique du Nord, et les deux partis politiques se distinguent dans leur attitude vis-à-vis des protagonistes. Les fédéralistes ont beaucoup d'admiration pour le Royaume-Uni et sont en sa faveur, tandis que les démocrates-républicains s'opposent à la monarchie britannique et ont tendance à soutenir la France républicaine (jusqu'au sacre de Napoléon comme empereur en 1804). Après 1804 les républicains continuent à s'opposer au Royaume-Uni mais sont plus hostiles à la France à cause du rejet napoléonien du républicanisme. 
Les fédéralistes sont à la tête du gouvernement durant toute la décennie 1790, et en 1798 ils préparent le pays à se battre lorsqu'un conflit menace d'éclater avec la France. Une guerre navale appelée la quasi-guerre survient alors, mais il n'y a pas de combat au sol. Les démocrates-républicains s'opposent vigoureusement aux projets bellicistes des fédéralistes et réussissent à conquérir le Congrès et la présidence dans ce qu'on appelle la « révolution de 1800 ». Les fédéralistes se retirent dans leurs bastions électoraux de Nouvelle-Angleterre jusqu'à ce que la guerre de 1812 provoque suffisamment d'opposition à la politique des républicains. Mais les fédéralistes ne savent pas conserver l'avantage et les résultats électoraux déclinent presque partout dès la fin de la guerre en 1815.

## La montée du fédéralisme aux États-Unis
Lors de la formation du premier gouvernement constitutionnel, le président George Washington nomme secrétaire au Trésor son ancien aide de camp Alexander Hamilton, qui est chargé de restaurer l'épargne. Des coalitions de représentants et de sénateurs permettent à son Programme économique d'Hamilton d'être approuvé par le Congrès. Ces mesures sont loin d'être populaires : bien acceptées chez les marchands du Nord, elles sont décriées par les agriculteurs du Sud. C'est ce qui incite James Madison, l'ancien allié d'Hamilton dans la lutte pour établir la constitution à rejoindre Thomas Jefferson pour s'opposer au programme d'Hamilton.
À partir de 1790 ou 1791, les membres des coalitions qui se forment pour ou contre le programme économique d'Hamilton sont appelés respectivement « fédéralistes » ou « républicains », mais cette bipolarisation n'a pas encore atteint les assemblées des États. 
En 1791, Jefferson et Madison sillonnent le pays à la recherche d'alliances avec des factions et des partis dans les États. Leur plus brillant succès a lieu à New York lorsqu'ils concluent une alliance avec le gouverneur maintes fois réélu George Clinton et avec un ambitieux nouveau-venu sur la scène politique : Aaron Burr. Ce clivage peut s'expliquer par le fait qu'Hamilton était le gendre du général Schuyler, l'un des ennemis de Clinton. Parallèlement, Hamilton noue des alliances avec des factions locales, et utilise le réseau des fonctionnaires du Trésor pour regrouper les partisans du gouvernement, surtout des hommes d'affaires et des financiers en activité dans la dizaine de grandes villes que comptaient les États-Unis de cette époque. 
Les réseaux des deux partis dans les États se mirent en action en 1794 et 1795, établissant ainsi dans tous les États ce qu'on appelle le premier système de partis. Le scrutin uninominal majoritaire à un tour crée une bipolarisation dans la politique de chaque État, les gagnants s'emparant des postes administratifs prestigieux et lucratifs, les perdants essayant de reprendre l'avantage en se plaçant sur l'échiquier politique fédéral. 
La distribution des postes administratifs (patronage en anglais) devint un enjeu important. Hamilton a 2 000 postes de fonctionnaires au Trésor à distribuer, tandis que Jefferson n'a qu'un emploi à temps partiel au département d'État (qu'il cèdera au journaliste Philip Freneau). Madison n'a rien à distribuer, mais à New York, Clinton utilise des méthodes contestables pour gagner les élections de gouverneur, et il utilise la distribution des postes de fonctionnaires de l'État pour faire gagner la cause républicaine.
George Washington essaie sans succès de modérer la querelle entre les deux plus hauts membres de son cabinet. Il est lui-même réélu sans opposition en 1792. Les républicains ont George Clinton pour candidat à la vice-présidence, mais John Adams est réélu. Le Congrès est à peu près équilibré, grâce à la présence des indécis qui ne sont affiliés à aucun parti. Au début de 1793 Jefferson donne secrètement des instructions à un membre du Congrès pour qu'il fasse voter une motion destinée à révoquer le secrétaire au Trésor et faire chuter le cabinet Washington. Hamilton défend brillamment sa gestion des finances que l'opposition ne parvient à critiquer efficacement avant l'arrivée au Congrès du talentueux Albert Gallatin en 1793.

## La Révolution française
Les révolutionnaires français guillotinent le roi Louis XVI en janvier 1793, cet acte, considéré comme une menace pour l'équilibre monarchique européen, conduit la Grande-Bretagne à déclarer la guerre à la France. Louis XVI avait joué un rôle déterminant en soutenant les indépendantistes américains, et de nombreux aristocrates français, partisans de l'Ancien Régime, qui avaient pourtant soutenu les indépendantistes américains sont exécutés ou vivent en exil. Les Fédéralistes, qui ont annoncé que les Républicains menacent de reproduire en Amérique les horreurs de la Révolution française, gagnent le soutien de la plupart des conservateurs, ainsi que celui de nombreux responsables religieux. Les Républicains, qui ont toujours été de fervents francophiles, restent inflexibles, même lorsque des milliers de victimes – parmi lesquelles de nombreux amis de l'Amérique comme le vice-amiral d'Estaing, qui participa au siège de Savannah  – sont guillotinées sous le régime de la Terreur.
Les Républicains dénoncent en Hamilton, Adams et même en Washington des amis de la perfide Albion, des monarchistes, et des ennemis des valeurs républicaines que tous les Américains chérissent. La violence des arguments échangés atteint un niveau qui restera sans égal jusqu'à la guerre de Sécession.

## Le reflux
Le Parti fédéraliste perd du terrain après la guerre de 1812 et la victoire militaire d'Andrew Jackson, dont les partisans commencent à faire la pluie et le beau temps à New York grâce à la Régence d’Albany.